# Börtlingen
Börtlingen es un municipio en el Distrito de Göppingen, Baden-Wurtemberg (Alemania).

## Geografía
Börtlingen forma parte de la zona marginal de Área metropolitana de Stuttgart.

## Ubicación geográfica
Börtlingen está ubicado en el Schurwald de 334 hasta 498 m s. n. m. de altura y unos 8,5 kilómetros alejado de Göppingen.

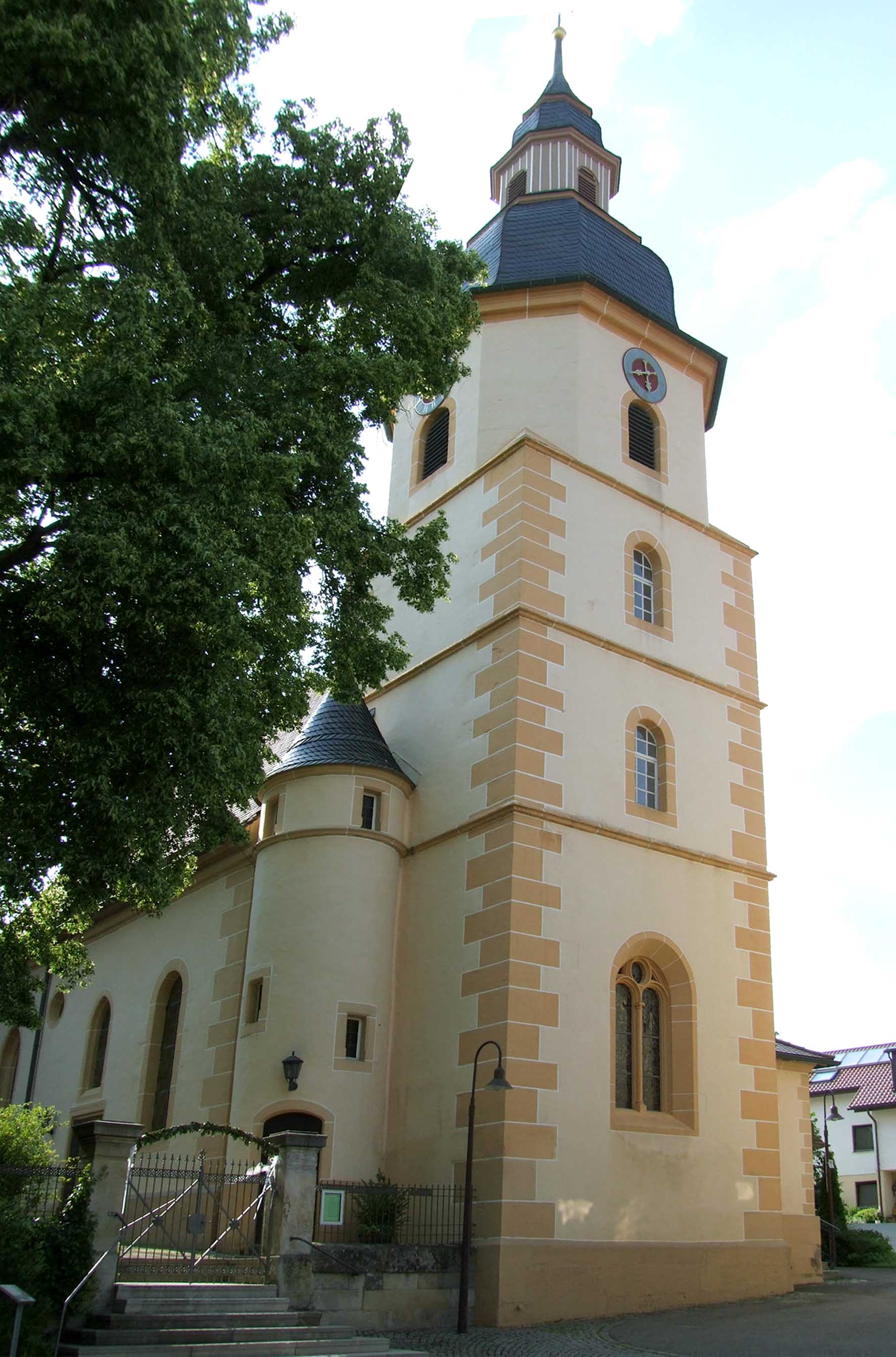
La iglesia "Johanneskirche".